# Adelajda od Vermandoisa
Francuska plemkinja Adelajda od Vermandoisa (Adela; fra. Adélaïde de Vermandois; o. 1065. — 28. rujna 1120./24.) bila je grofica vladarica (suo jure) Valoisa, Vermandoisa i Crépyja iz dinastije Herbertovaca.

## Životopis

### Podrijetlo i preuzimanje vlasti
Gospa Adelajda je rođena oko 1065. god. Njezin je otac bio grof Herbert IV., sin grofa Otona i njegove supruge Pavije te potomak Herberta II. Majka joj je bila grofica Adela od Valoisa, po kojoj je dobila ime. (Adela je bila grofica Valoisa po svom vlastitom pravu.) Stariji brat Adelajde bio je grof Odo Ludi, koji je oca i majku i naslijedio, a koji je vrlo vjerojatno bio psihički nestabilan.
Godine 1085. vijeće baruna oduzelo je vlast Odu i predalo ju Adelajdi. Odo je potom postao vladar Saint-Simona.

### Prvi brak
Oko 1080. Adelajda se udala za princa Francuske, Huga, koji je bio sin kralja Henrika I. i njegove supruge, kraljice Ane. De jure uxoris, Hugo je postao grof Vermandoisa i Valoisa. Djeca Adelajde i Huga:
- Matilda[4] (Mathilde; ? — nakon 1130.), žena Rudolfa od Baugencyja
- Agneza (Agnès; o. 1085. — ?)
- Konstanca (Constance)[5]
- Elizabeta de Vermandois
- Rudolf I. od Vermandoisa, očev nasljednik
- Henrik od Vermandoisa, lord Chaumont-en-Vexina
- Šimun, biskup
- Vilim?
- Beatrica (Béatrice)

Hugo je umro 1102.

### Drugi brak
God. 1103., Adelajda se preudala za Renauda II. od Clermonta; njihova djeca:
- Margareta[6]
- Rudolf?